# 里恩

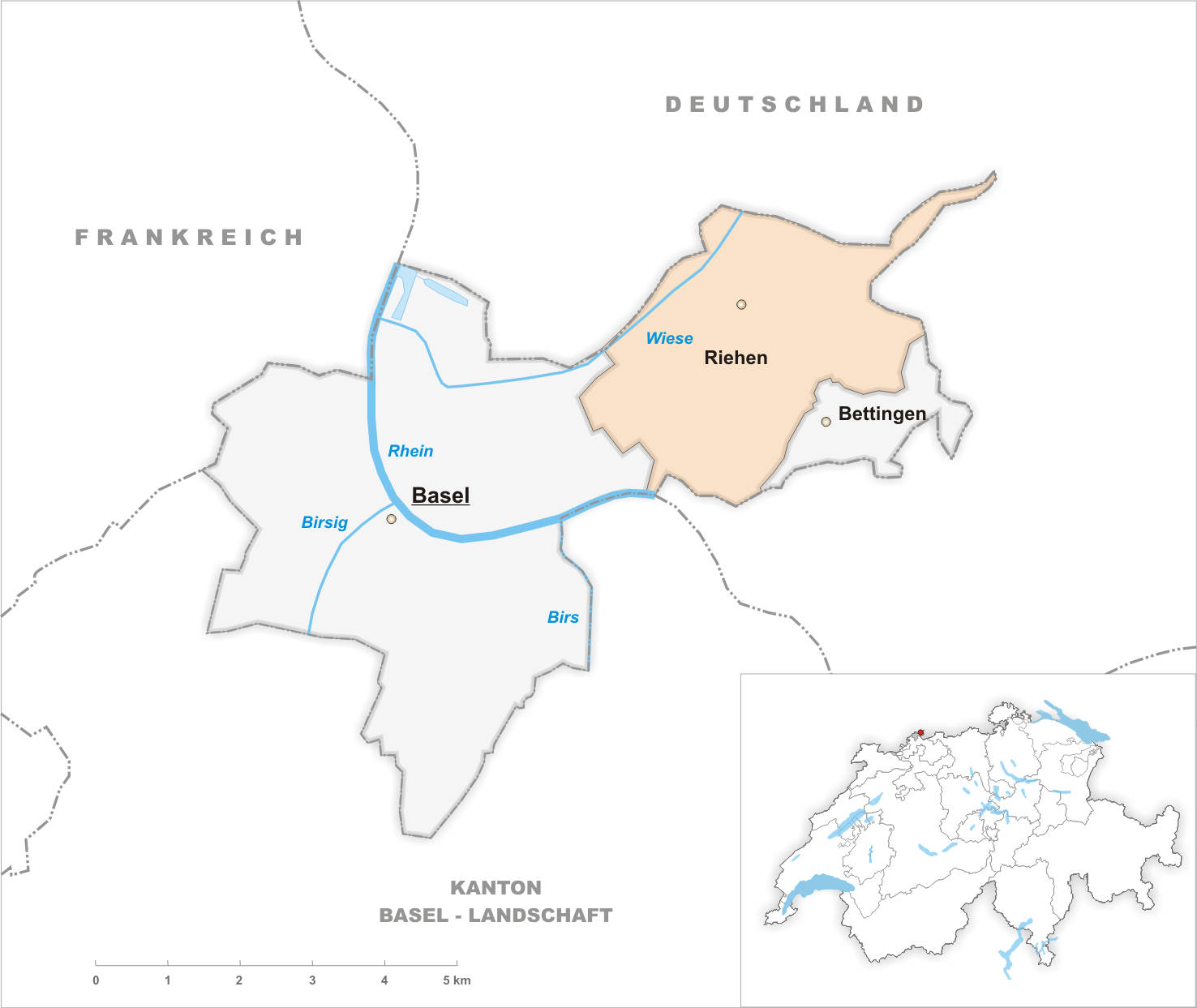
里恩市地图

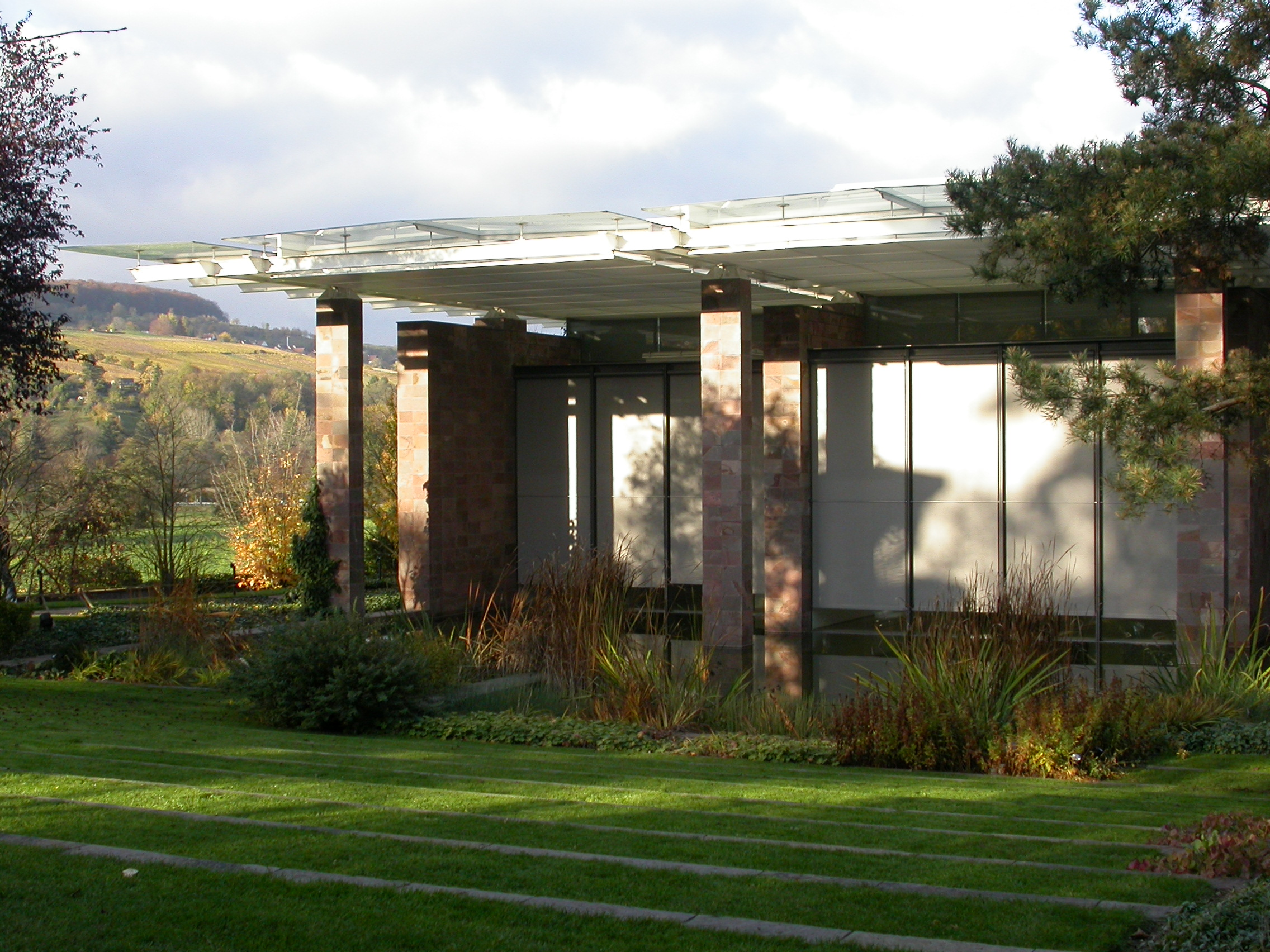
貝耶勒基金會

里恩（德語：Riehen）是瑞士联邦巴塞尔城市州的一座城市，面积为10.87平方公里，2017年12月31日人口为21,244人。